# Тарасюк, Александр Викторович
Алекса́ндр Ви́кторович Тарасю́к (укр. Олександр Вікторович Тарасюк, род. 9 мая 1998) — украинский футболист, нападающий

## Биография
Воспитанник футбольной школы житомирского «Полесья», первый тренер — Валентин Юрковский. В чемпионате ДЮФЛ Украины провёл 59 игр, забил 16 голов. В 2015 году отыграл 3 матча в чемпионате Житомирской области за «Пулины» из Червоноармейска. С 2017 года — игрок кропивницкой «Звезды», где первое время выступал в молодёжной и юношеской командах. Дебютировал в Украинской Премьер-Лиге 18 февраля 2018 года, выйдя в стартовом составе в домашнем матче против «Мариуполя», в котором провёл на поле всю игру. Летом 2018 года, после вылета «Звезды» в первую лигу, покинул клуб.